# Ernst Lampén

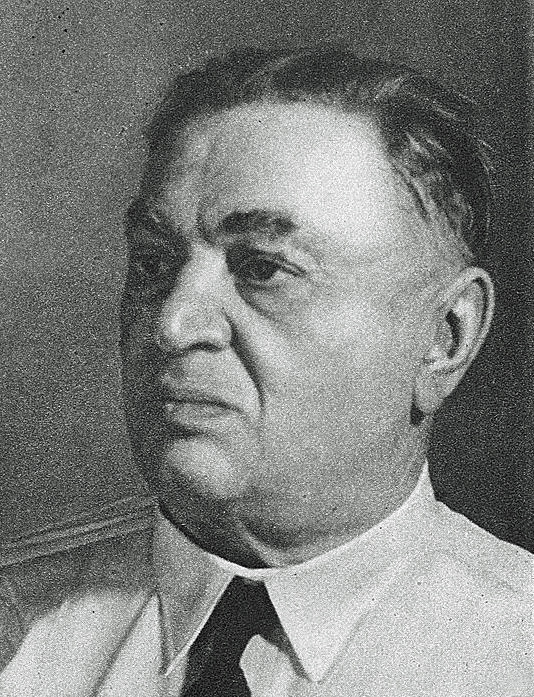
Ernst Lampén, 1935.

Ernst Adolf Lampén, född 7 januari 1865 i Rantasalmi, död 2 april 1938 i Helsingfors, var en finländsk skriftställare.  Han var bror till Walter Lampén. 
Lampén blev student 1883 och filosofie kandidat 1887 samt var från 1895 yngre lektor (adjunkt) i svenska och finska vid Helsingfors finska lyceum. Han var en ivrig kämpe för turistväsendet i Finland och utgav en mängd arbeten från resor i Finland, där hans humoristiska livssyn och vakna öga gör sig gällande, bland annat Härs och tvärs genom Finland (1917), Till lands och sjöss i Finland (1918), När och fjärran (1919), Ishavsvindar (1921) och Ögonblicksbilder från Gränskarelen (1922).